# Turchia ai Giochi della XI Olimpiade
La Turchia partecipò ai Giochi della XI Olimpiade, svoltisi a Berlino, Germania, dal 1º al 16 agosto 1936, con una delegazione di 48 atleti impegnati in sette discipline.

## Medagliere

### Per discipline
| Sport              | Oro | Argento | Bronzo | Totale |
| ------------------ | --- | ------- | ------ | ------ |
| Lotta greco-romana | 1   | 0       | 0      | 1      |
| Lotta libera       | 0   | 0       | 1      | 1      |
| Totale             | 1   | 0       | 1      | 2      |

### Medaglie
| Medaglia | Atleta        | Sport              | Evento     |
| -------- | ------------- | ------------------ | ---------- |
| Oro      | Yaşar Erkan   | Lotta greco-romana | Pesi piuma |
| Bronzo   | Ahmet Kireççi | Lotta libera       | Pesi medi  |

## Risultati

### Calcio
| Atleta | Classifica |                    |
| --- | --- | ------------------ |
| V · D · M Nazionale turca · Calcio ai Giochi Olimpici Estivi 1936 P Arman · P Kurgan · D Alpaslan · D Barlas · D Savman · C Aksoy · C Alaç · C Cici · C Reşat · C Tusder · A Altınordu · A Arıcan · A Bumin · A Erkal · A Görkey · A Göztepe · A Kılıç · A Sel · A Yeten · CT : Donnelly | 9° |                    |
| Nazionale turca · Calcio ai Giochi Olimpici Estivi 1936 | |                    |
| P Arman · P Kurgan · D Alpaslan · D Barlas · D Savman · C Aksoy · C Alaç · C Cici · C Reşat · C Tusder · A Altınordu · A Arıcan · A Bumin · A Erkal · A Görkey · A Göztepe · A Kılıç · A Sel · A Yeten · CT: Donnelly                                                                    | P Arman · P Kurgan · D Alpaslan · D Barlas · D Savman · C Aksoy · C Alaç · C Cici · C Reşat · C Tusder · A Altınordu · A Arıcan · A Bumin · A Erkal · A Görkey · A Göztepe · A Kılıç · A Sel · A Yeten · CT: Donnelly | Turchia (bandiera) |

### Pallacanestro
| Atleta | Classifica |
| --- | ---------- |
| V · D · M Nazionale turca - Pallacanestro ai Giochi della XI Olimpiade Alemdar · Arsebük · Ertuğ · Habib · Moran · Penso · Sakalak · Usuoğlu · Ocak · Semerciyan · All. Rupen Semerciyan | 19°        |
| Nazionale turca - Pallacanestro ai Giochi della XI Olimpiade |            |
| Alemdar · Arsebük · Ertuğ · Habib · Moran · Penso · Sakalak · Usuoğlu · Ocak · Semerciyan · All. Rupen Semerciyan                                                                        |            |